# Réseau hydrographique des Hautes-Pyrénées
Le réseau hydrographique des Hautes-Pyrénées est l'ensemble des éléments naturels (rivières) ou artificiels (canaux), drainant le territoire du département des Hautes-Pyrénées (région Occitanie, France). Il regroupe ainsi des cours d'eau ou canaux situés entièrement ou partiellement dans les Hautes-Pyrénées.
Le réseau hydrographique départemental présente une longueur de 18 000 km.

## Notion de cours d'eau
Jusqu'en 2016, aucun texte législatif ne définissait la notion de cours d’eau. Ce n'est qu'avec la loi du 8 août 2016 pour la reconquête de la biodiversité, de la nature et des paysages que cette lacune est comblée. L'article 118 de cette loi insère un nouvel article L. 215-7-1 dans le code de l'environnement précisant que « constitue un cours d'eau un écoulement d'eaux courantes dans un lit naturel à l'origine, alimenté par une source et présentant un débit suffisant la majeure partie de l'année. L'écoulement peut ne pas être permanent compte tenu des conditions hydrologiques et géologiques locales. ». Ainsi les trois critères cumulatifs caractérisant un cours d'eau sont :
- la présence et la permanence d’un lit naturel à l’origine, ce qui distingue les cours d’eau (artificialisés ou non) des fossés et canaux creusés par la main de l’homme ;
- l’alimentation par une source ;
- la permanence d’un débit suffisant une majeure partie de l’année, critère qui doit être évalué en fonction des conditions climatiques et hydrologiques locales.

## Bassins versants et cours d'eau
Les bassins hydrographiques sont découpés dans le référentiel national BD Carthage en éléments de plus en plus fins, emboîtés selon quatre niveaux : régions hydrographiques, secteurs, sous-secteurs et zones hydrographiques. Le département est découpé en deux régions hydrographiques : « Garonne » et « Adour », au sein du bassin Adour-Garonne.
Par ailleurs un découpage hydrographique spécifique au bassin Adour Garonne a été défini pour les eaux de surface par le SDAGE 1996 et conservé ultérieurement : les unités hydrographiques de référence (UHR). Le département est découpé en cinq UHR : Rivières de Gascogne (6 757 km2), Garonne (6 898 km2), Neste (871 km2), Adour (6 039 km2) et Les Gaves (5 496 km2).

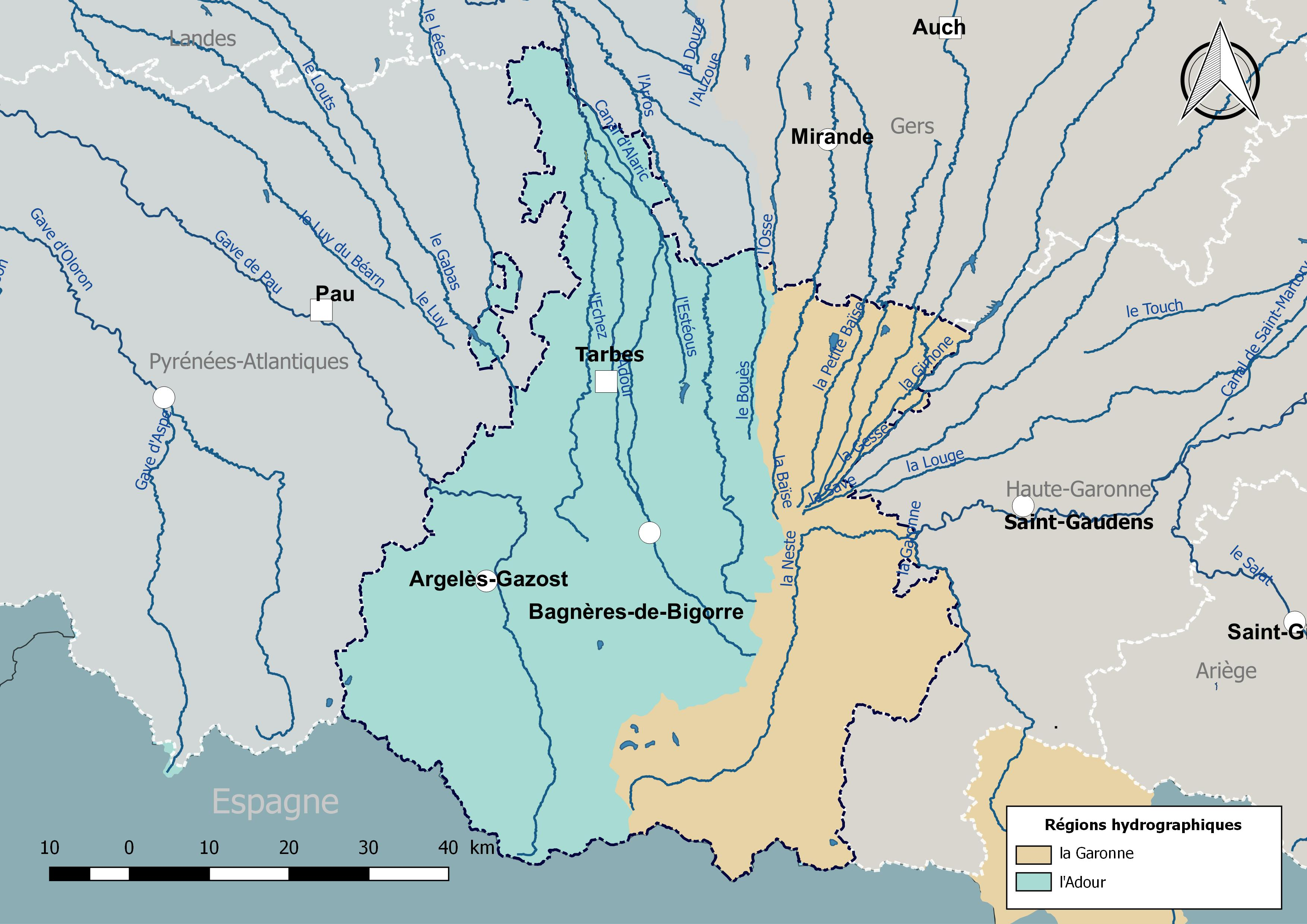
Les Hautes-Pyrénées sont découpées en deux régions hydrographiques « Garonne » et « Adour ».
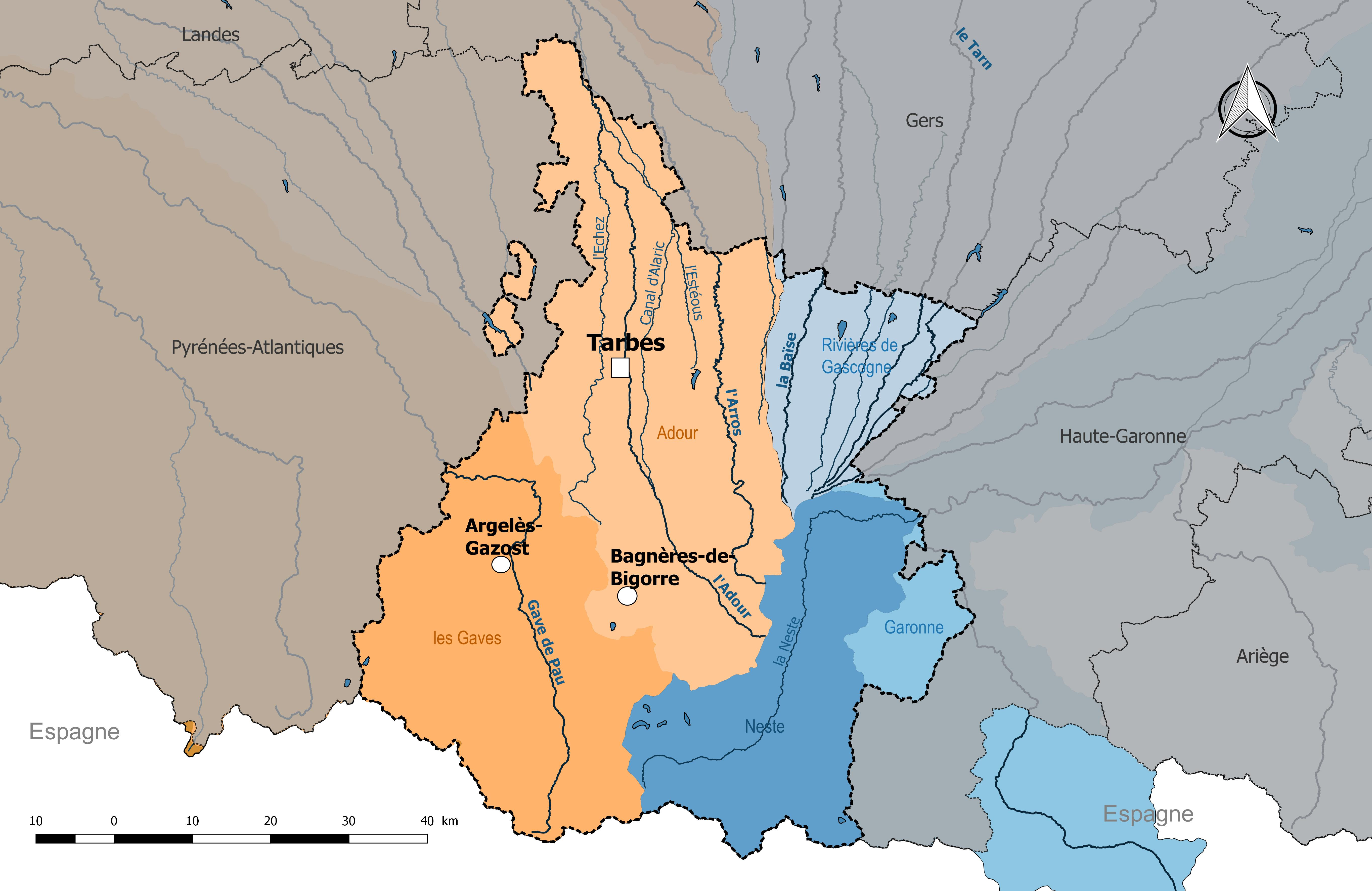
Les unités hydrographiques de référence des Hautes-Pyrénées.

Le réseau hydrographique comprend seize cours d'eau de longueur totale supérieure à 50 km (la Garonne, l'Adour, le gave de Pau, le Baïse, le Gers, l'Arrats, la Save, la Gimone, l'Osse, le Gabas, le canal d'Alaric, le Neste, le Échez, le Bouès, le Léez etla Gesse) et 83 de longueur supérieure à 10 km.
Plus de 2 500 cours d'eau sont recensés en 2014 dans le référentiel national BD Carthage sur le territoire départemental des Hautes-Pyrénées, y compris les 82 cours d'eau naturels de longueur supérieure à 10 km déjà listés ci-dessus, ainsi que le canal cité ci-dessous. L’ensemble des écoulements représentés dans la BD Topo présente un linéaire de 18 000 km.

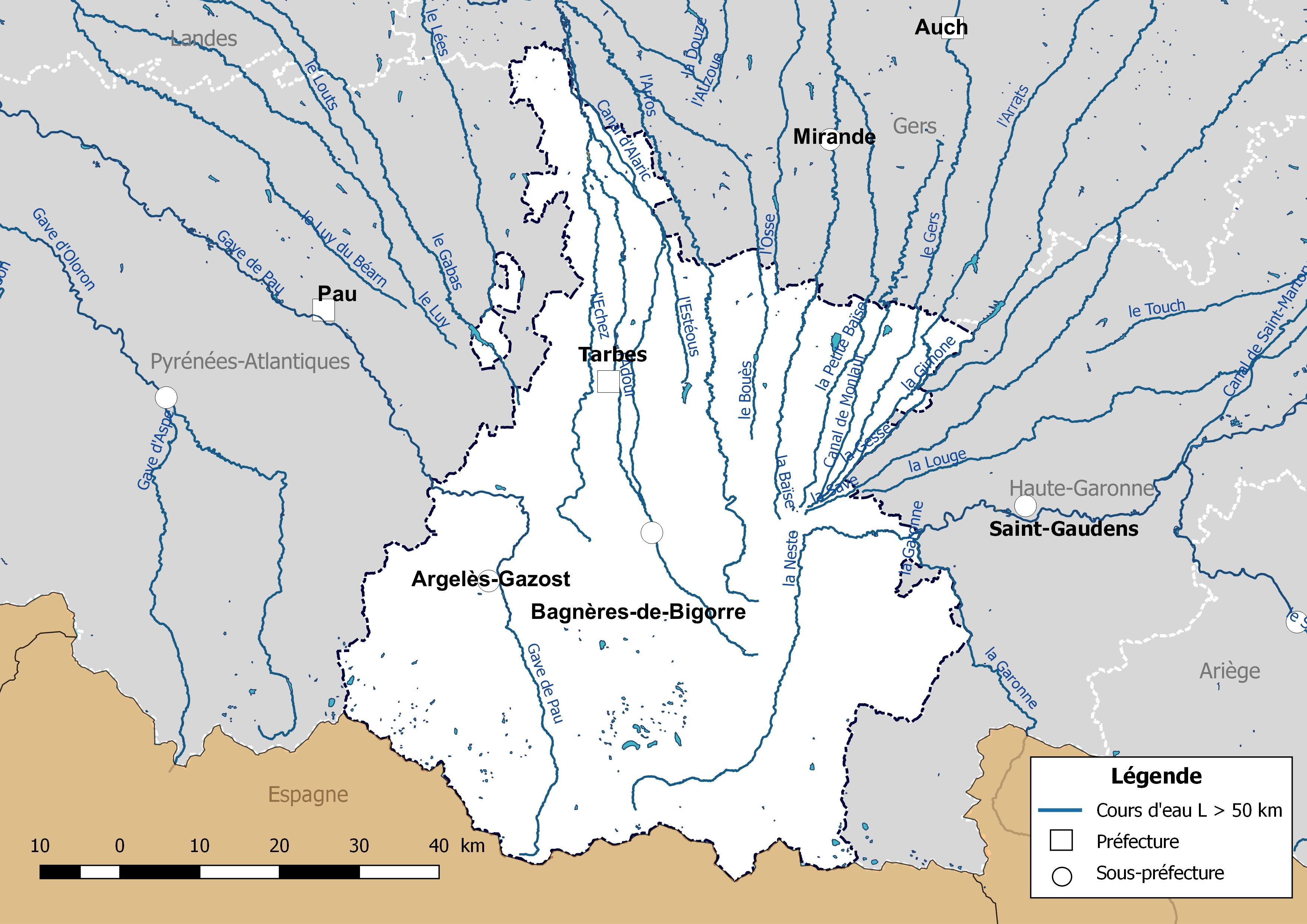
Carte des cours d'eau de longueur supérieure à 50 km des Hautes-Pyrénées.
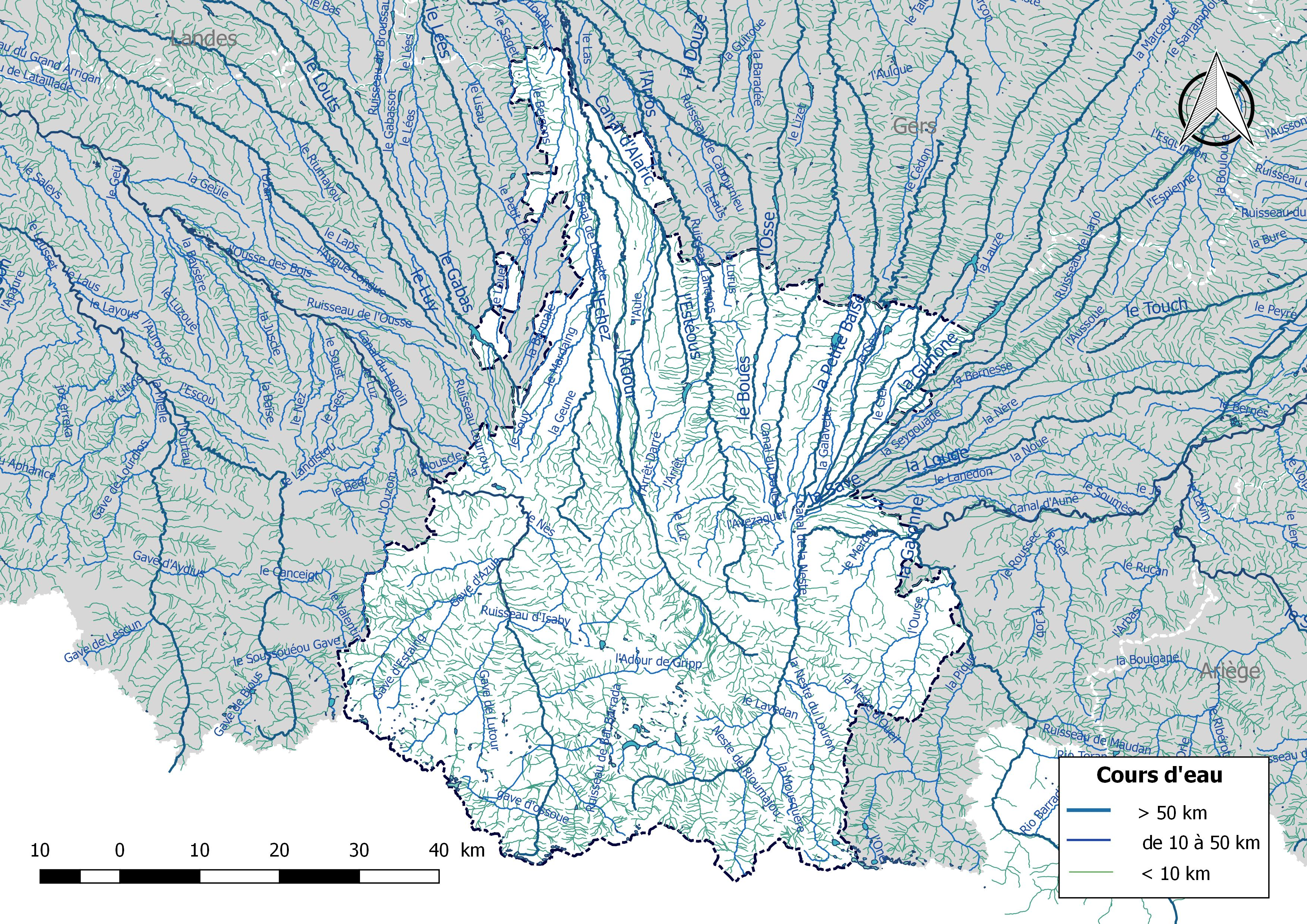
Carte de l'ensemble du réseau hydrographique des Hautes-Pyrénées.

## Gouvernance de bassin

### Bassins administratifs
La gestion de l’eau, soumise à une législation nationale et à des directives européennes, se décline par bassin hydrographique, au nombre de sept en France métropolitaine, échelle cohérente écologiquement et adaptée à une gestion des ressources en eau. Les Hautes-Pyrénées font entièrement partie du bassin Adour-Garonne, qui est à la fois circonscription administrative de bassin, territoire de gestion dont les limites sont des limites communales, et des bassins hydrographiques, territoire hydrographique dont les limites sont des lignes de partage des eaux.
Chaque circonscription de bassin, également appelée bassin Directive-cadre sur l'eau (bassin DCE), est découpée en sous-bassins administratifs, dénommés aussi sous-bassins DCE, qui constituent un niveau intermédiaire d’agrégation entre la masse d'eau et le bassin Directive-cadre sur l'eau. Les Hautes-Pyrénées sont découpées en deux sous-bassins : « Adour » et « Garonne » dans le bassin Adour-Garonne.

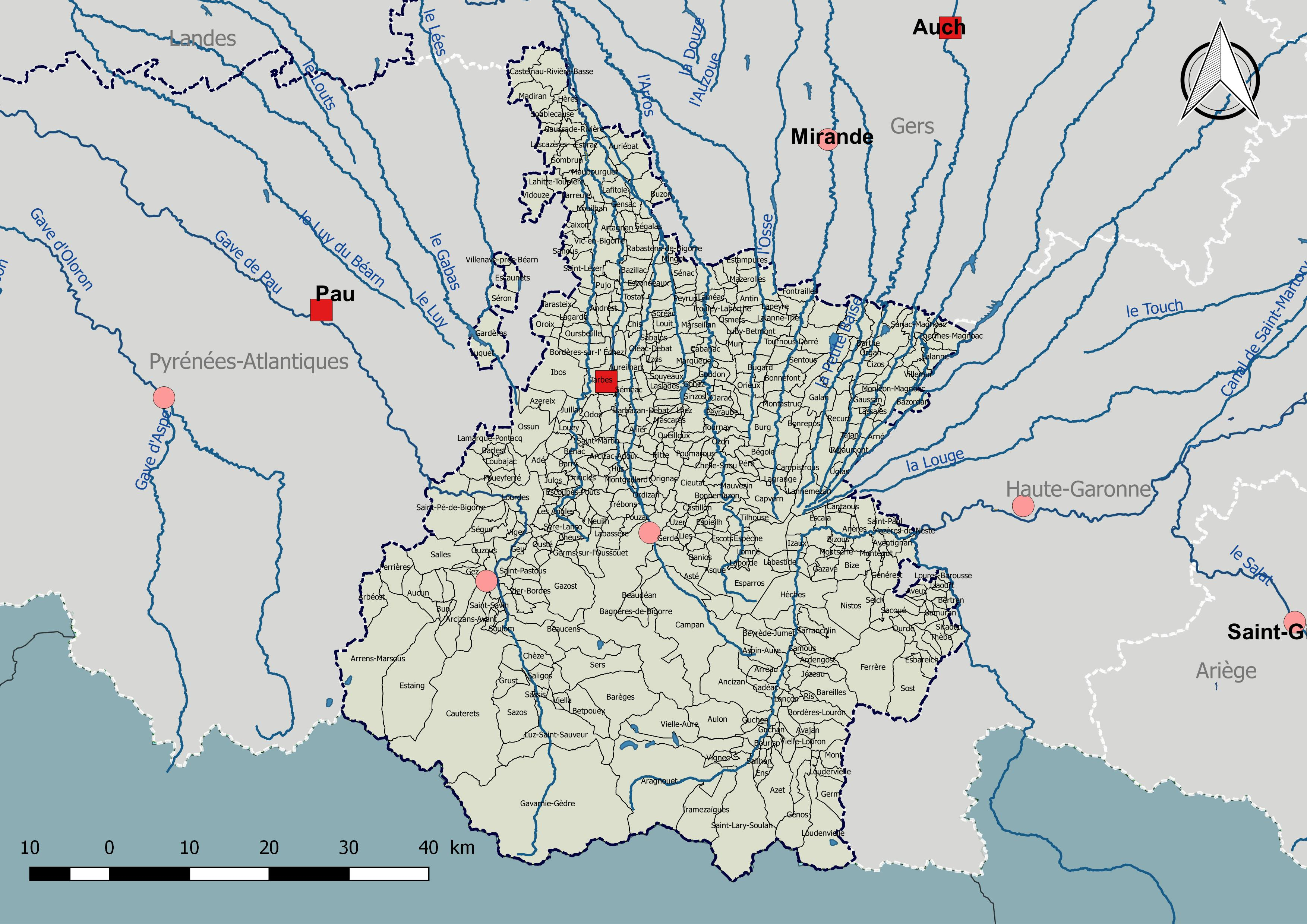
Les Hautes-Pyrénées sont dans le Bassin Adour-Garonne
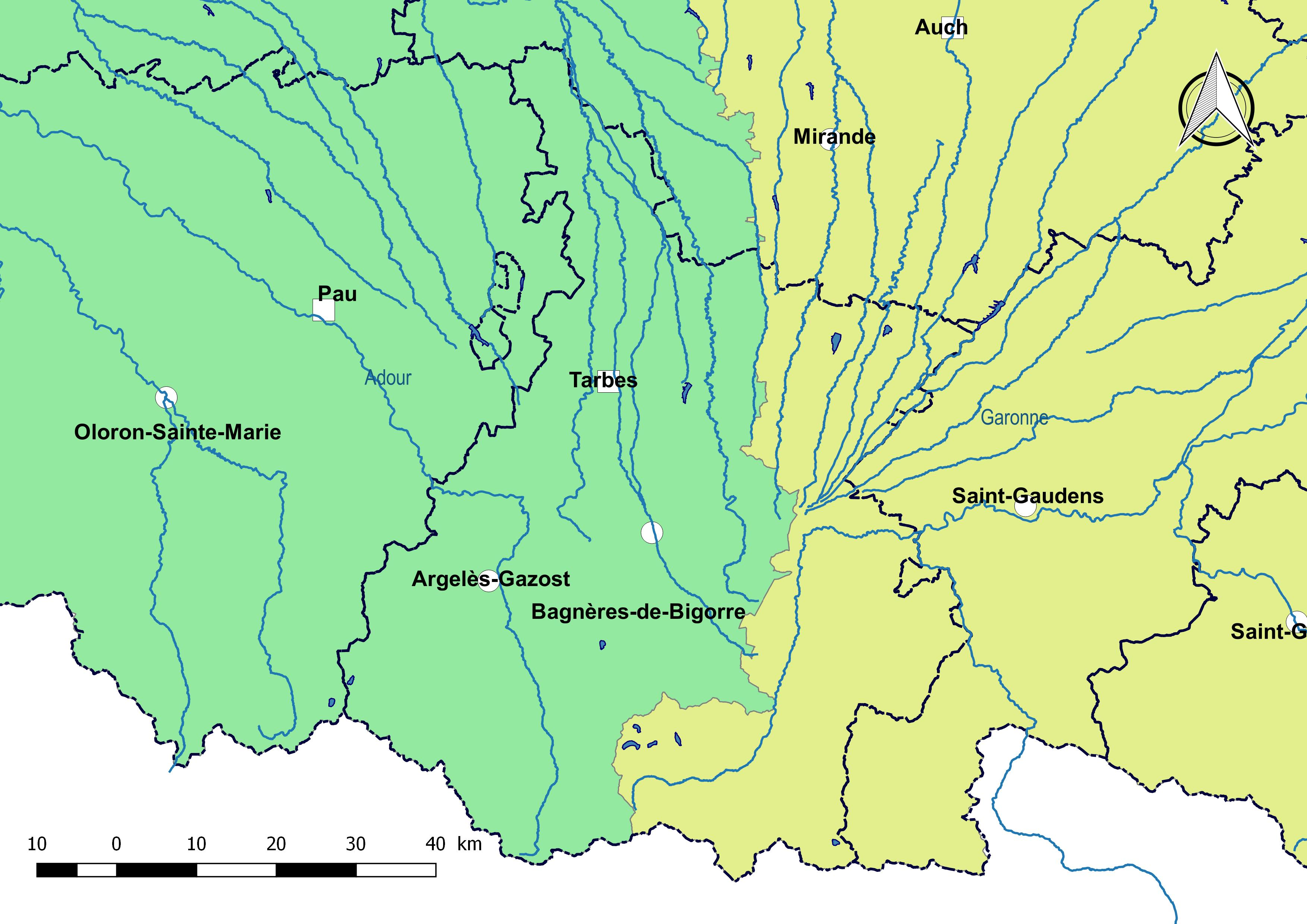
Le département est découpé en deux sous-bassins administratifs « Garonne » et « Tarn-Aveyron ».

### Acteurs à l'échelle de bassins

#### Instances de bassin
La sphère de décision comprend le comité de bassin et le préfet coordonnateur de bassin. Les instances de bassins sont constituées de deux entités, pour le bassin Adour-Garonne :
- le comité de bassin Adour-Garonne, une instance de concertation qui regroupe différents acteurs, publics ou privés, agissant dans le domaine de l’eau : collectivités, État, usagers, personnes qualifiées, milieux socioprofessionnels et le préfet coordonnateur de bassin[23],[24] ;
- l'agence de l'eau Adour-Garonne, un établissement public à caractère administratif de l’État, dont le siège est à Toulouse[25],[26].

#### Commissions territoriales
Les commissions territoriales sont des instances d’échanges et de débats, qui organisent la concertation plus près du terrain entre comité de bassin et acteurs de l’eau. Elles regroupent le Préfet coordonnateur de bassin, des membres du Comité de bassin, des personnalités qualifiées, et les présidents des CLE et EPTB. Huit commissions territoriales interviennent sur le bassin Adour-Garonne, chacune étant relative à un sous-bassin. Le département des Hautes-Pyrénées est concerné par la commission Garonne,.

#### Commissions locales de l'eau
Une commission locale de l'eau est définie à l'échelle de chaque schéma d'aménagement et de gestion des eaux (SAGE), qui, respectant le schéma directeur d'aménagement et de gestion des eaux (SDAGE), précise les objectifs plus détaillés de l’utilisation de l’eau. Elle est composée de 50 % d’élus, 25 % d’usagers, 25 % d'administrations.

#### Établissements publics territoriaux de bassin
La loi du 30 juillet 2003 relative à la prévention des risques technologiques et naturels et à la réparation des dommages a fait des établissements publics territoriaux de bassin (EPTB) des acteurs officiels de la politique de l'eau à l'échelle d'un bassin versant ou d'un sous-bassin. Leur rôle a été renforcé par la loi sur l'eau et les milieux aquatiques du 30 décembre 2006 et par la loi du 12 juillet 2010 portant engagement national pour l’environnement (Grenelle II). Leur périmètre doit répondre à la cohérence hydrographique d'un bassin ou d’un sous-bassin hydrographique, sans limite de taille minimum. Ils sont déconnectés des limites administratives des collectivités membres.
Aucun EPTB n'est compétent sur le territoire des Hautes-Pyrénées. Toutefois le syndicat mixte d'études et d'aménagement de la Garonne (SMEAG) qui intervient sur l'ensemble du bassin versant de la Garonne et donc sur le département des Hautes-Pyrénées, fait partie de l'Association française des établissements publics territoriaux de bassin (AFEPTB). Le Sméag est un établissement public créé en 1983 par les quatre départements et les deux régions traversés par la Garonne qui souhaitaient avoir une politique commune afin d’assurer de façon solidaire le développement de la vallée (deux millions d’habitants, deux pays traversés, deux métropoles Bordeaux et Toulouse).

## Gouvernance locale

### Niveau départemental
https://draaf.occitanie.agriculture.gouv.fr/IMG/pdf/Les_organismes_uniques_de_gestion_collective_de_l_eau_cle887494.pdf

## Pêche et peuplements piscicoles

### Droit de pêche et associations de pêche
Le propriétaire riverain a le droit de pêche jusqu’à la limite de sa propriété (milieu de cours d’eau) sous réserve de disposer d’une carte de pêche (L. 435-4 et R435-34 à 39 du code de l’Environnement). S’il le souhaite, le propriétaire peut signer un bail de pêche avec une association (exemple l'AAPPMA) ou la fédération de pêche départementale. En donnant le droit de pêche, qui ne le dessaisit pas lui-même de ce droit, il doit laisser un accès aux pêcheurs membres de cette association. En 2021, il y a 42 associations agréées de Pêche et de Protection du Milieu Aquatique (AAPPMA). Tout pêcheur non propriétaire riverain doit avoir acquis une carte de pêche pour la saison d'exercice. Celle-ci constitue avant tout un droit d’accès et d’exercice sur les territoires autorisés.

### Observatoires
- Site de l'observatoire de la continuité écologique|
- Atlas cartographique des zones humides -  Réseau Partenarial des Données sur les Zones Humides.
- Cartographie des arrêtés sècheresse
- Observatoire national des étiages